# Obsjtina Madan
Obsjtina Madan (bulgariska: Община Мадан) är en kommun i Bulgarien.   Den ligger i regionen Smoljan, i den södra delen av landet, 190 km sydost om huvudstaden Sofia.
Obsjtina Madan delas in i:
- Vărbina
- Srednogortsi
- Bukova poljana
- Borinovo
- Borovina
- Bukovo
- Galisjte
- Leska
- Lesjtak
- Lovtsi
- Măglisjta
- Ravnisjta

Följande samhällen finns i Obsjtina Madan:
- Madan

I omgivningarna runt Obsjtina Madan växer i huvudsak blandskog. Runt Obsjtina Madan är det ganska tätbefolkat, med 80 invånare per kvadratkilometer.